# ويليام بيت بيكهام
ويليام بيت بيكهام هو شخصية أعمال وسياسي أمريكي، (و. 1836  م). انتخب عضو جمعية ولاية ويسكونسن ‏.